# Madonna del Transito

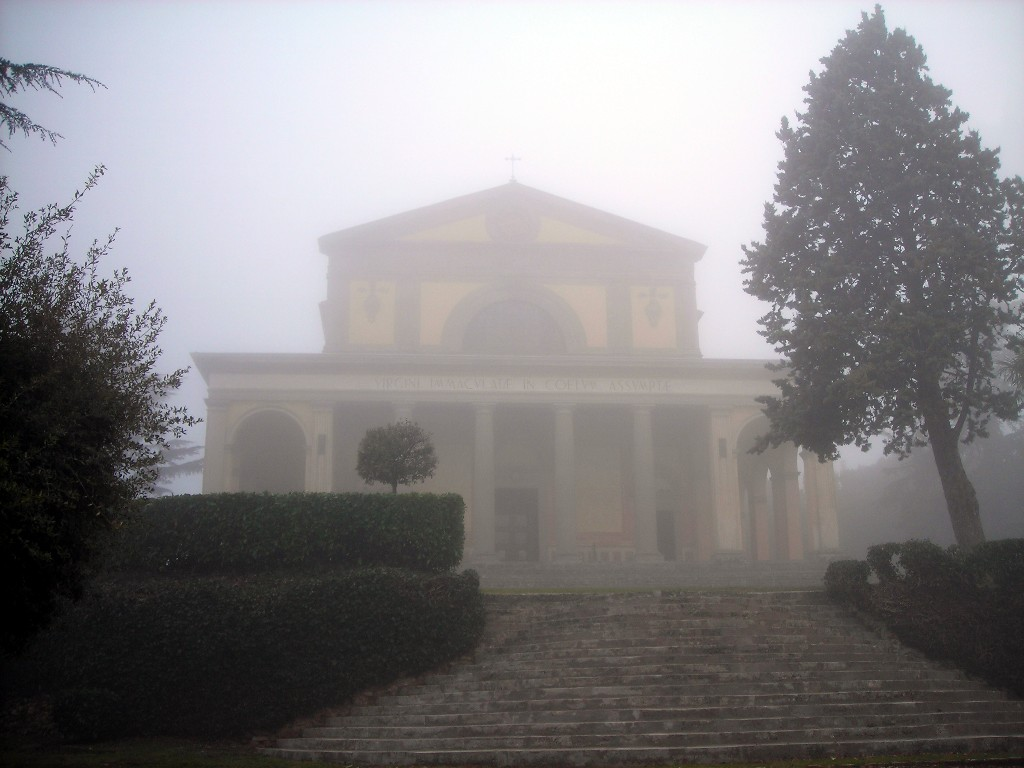
Heiligtum der Madonna del Transito

Das Heiligtum der Madonna del Transito ist eine römisch-katholische Kirche auf einem Hügel im Ortsteil Canoscio der Gemeinde Città di Castello in der italienischen Region Umbrien. Die Wallfahrtskirche des Bistums Città di Castello trägt den Titel einer Basilica minor. Die im 19. Jahrhundert erbaute Kirche erhielt 1905 mit dem Portikus ihren Abschluss.

## Geschichte

### Vorgängergebäude
Auf dem Gipfel des Hügels von Canoscio (vom lateinischen canusium, d. h. „weißer Ort“) wurde 1348 von Giovanni di Jacopo eine kleine Kapelle errichtet, die der Muttergottes der Himmelfahrt geweiht wurde: Sie gilt als Votivkirche für eine vermiedene Pest erhalten errichtet. Im Jahre 1406 wurde die Kapelle zum ersten Mal vergrößert.
Im Inneren befand sich ein Fresko der sienesischen Schule, die Madonna del Transito, dessen zentraler Teil heute im neuen Heiligtum aufbewahrt wird. Im 19. Jahrhundert hat der Maler Annibale Gatti dieses Fresko bereichert und erweitert. Der philippische Pater Piccardini schlug den Bau einer neuen Kirche an diesem Ort vor, als Erinnerung an das Dogma der Unbefleckten Empfängnis, das im selben Jahr (1854) eingeführt wurde.

### Heutige Basilika

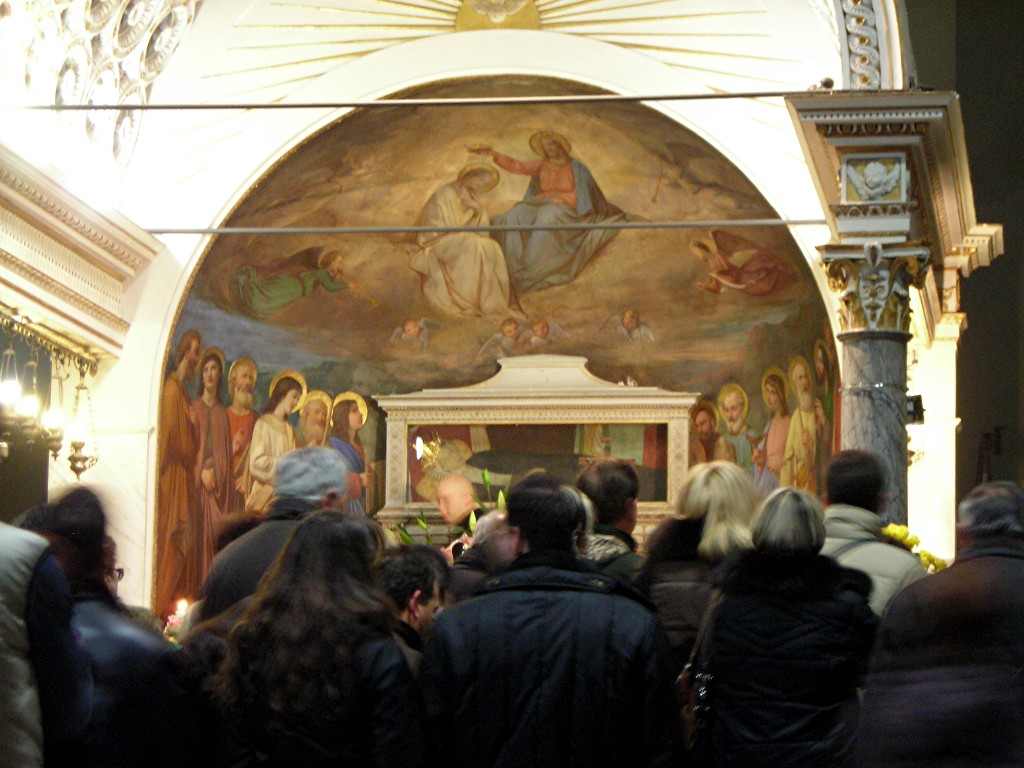
Innenraum

Die heutige Kirche wurde zwischen 1855 und 1857 nach einem Entwurf des Architekten Emilio de Fabris (1803–1883) gebaut, der vor allem für die imposante neugotische Fassade der Kathedrale von Florenz bekannt ist. Der Bau erfolgte unter Leitung vom ortsansässigen Baumeister Giuseppe Baldeschi. Die Kirche wurde 1878 geweiht. Das Portal ist ein Werk des Florentiners Giuseppe Castellucci und wurde 1905 fertiggestellt.
Bereits zuvor erfolgte 1888 eine kanonische Krönung des Marienbildes.
Beim Vormarsch der angloamerikanischen Truppen wurde die Kirche im Zweiten Weltkrieg bei Kämpfen im Inneren erheblich zerstört und musste umfangreich wiederaufgebaut werden.
Am 6. September 1998 gab Kardinal Achille Silvestrini bekannt, dass Papst Johannes Paul II. das Heiligtum in den Rang einer Basilica minor erhoben hat. Von 2006 bis 2016 wurde das Heiligtum von einer Gemeinschaft der Franziskaner der Immakulata betreut; 2016 wurde es wieder dem Diözesanklerus anvertraut.

## Architektur
Die auf 449 m Seehöhe gelegene Pseudobasilika im Stil des Historismus wurde mit drei Kirchenschiffen auf dem Grundriss eines lateinischen Kreuzes errichtet. Die Decke wurde als Tonnengewölbe mit blinden Stichkappen ausgeführt. Das Bauwerk ist 44 Meter lang und 18 Meter breit. Der charakteristische dorisch-toskanische Portikus mit seinen Säulen aus Sandstein umschließt die vordere Hälfte der Kirche. Der Campanile mit einem Geläut von fünf Glocken erhebt sich rechts neben dem Chor.